# Хистасп
Хистасп 𐎻𐏁𐎫𐎠𐎿𐎱, Виштāспа (онај) ко познаје коње, грчки/латински(Ὑστάσπης,Hustáspēs,Хyстапес); пре 565. - 495. п. н. е.) је био отац великог краља Дарија I Великог, владара Ахеменидског Персијског царства. Хистасп се спомиње у неколико персијских и грчких историјских докумената.

## Историјски извори
Година Хистаспова рођења претпоставља се према осталим историјским личностима, попут његовог најстаријег сина Дарија I Великог који је рођен 550. п. н. е. Будући да се сматра да је приликом његовог рођења Хистасп био старији од 15 година, претпоставља се да је рођен пре 565. п. н. е. Хистасп је био брат Фарнака I односно син Арсама који је владао Парсумашом, једним од два персијска краљевства која су се ујединила током Хистасповог живота. Према грчком историчару Херодоту, Хистасп је имао још три сина: Артабана, Артаферна и Артана, и најмање три ћерке које су се удале за Отана, Гобриаса, и друге персијске племиће.

## Политички живот
Према Херодоту, Хистасп се у доба владавине Кира Великог борио у персијској војсци против номадских Скита у средњој Азији. Након смрти Кира Великог 530. п. н. е., на персијски трон дошао је Киров син Камбиз II који је именовао Хистаспа за сатрапа покрајине Партије. Хистасп је одиграо важну улогу приликом грађанског рата 522. п. н. е. о чему сведоче Херодотова дела и Бехистунски натписи.
У марту 522. п. н. е. међански свешеник Гаумата је дошао на персијски престо представљајући се као Камбизов брат Смердис, за кога је наводно Камбиз II ранијенаредио да буде погубљен. Камбиз, који је истовремено водио војне походе у Египту кренуо је да се обрачуна са узурпатором, али приликом повратка у Персију је умро из непознатих разлога, због чега је Гаумата несметано наставио да влада Персијским царством.
Отан, брат Камбизове и Смердисове мајке, схватио је Гауматину превару па је заједно с Хидарном Старијим, Интафреном и Мегабизом I покренуо заверу против лажног великог краља. Само неколико месеци након доласка на власт, Гаумата је убијен а на трон је постављен Хистаспов син Дарије I, чију су владавину признале све персијске сатрапије укључујући и Вавилонију која је претходно подигла устанак. Одмах након доласка на власт, Дарије Велики реорганизирао је Персијско царство и покренуо бројне градитељске пројекте (нпр. Персеполис) због чега се памти као један од највећих владара ахеменидске династије.
Након доласка Дарија Великог на власт, о Хистасповом животу се зна врло мало. Претпоставља се да је за време Даријевих похода у Египту и против Скита Хистасп владао као намесник у Песзији. Последњи документи који спомињу Хистаспа су Даријеви записи из Сузе, па се претпоставља да је умро око 520. п. н. е. Према историчару Ктезију, Хистасп је посетио гробницу Дарија Великог у Накш-и Рустаму што значи да је наџивео сопственог сина, односно умро у доби од око 70 година (око 495. п. н. е.), док јењегов млађи брат Фарнак I преминуо две године раније. Ипак, поузданост Ктезијевих текстова је дискутабилна, посебно зато што су и Дарије I и његов син Ксеркс имали синове који су се такође звали Хистасп.